# Filadelfia (Paragwaj)
Filadelfia – miasto w Paragwaju, w departamencie Boquerón, na terenach Gran Chaco.

## Geografia
Filadelfia jest stolicą departamentu Boquerón w zachodnim Paragwaju. Jest to główny ośrodek społeczności Menonitów w środkowym Gran Chaco.

## Demografia
Większość mieszkańców miasta stanowią Niemcy, potomkowie mennonitów, którzy na co dzień porozumiewają się w języku niemieckim. W powszechnym użyciu jest z tego powodu alternatywna, niemieckojęzyczna nazwa miejscowości: Fernheim. Z Niemcami związane są też nazwy niektórych ulic, np. Avenida Hindenburg, Unruh, Bender, czy Friedhof-Straẞe. Również okoliczne wsie noszą nazwy związane z Niemcami, np.: Kleefeld, Lichtfelde, Schönfeld, Gnadenheim, Friedensruh, Rosenort, Blumenort, Karlsruhe, Reinland, Halbstadt, Ebenfeld, czy Walheim. W lokalnych sklepach oferowane są produkty typowe dla kuchni niemieckiej.

## Historia
Ziemie w rejonie Filadelfii zostały po wojnie paragwajskiej sprzedane obcokrajowcom, zwłaszcza Argentyńczykom i Brazylijczykom. Najwięcej, bo 5,7 miliona hektarów zakupił Carlos Casado (ponad 14% kraju). W latach 20. XX wieku i potem część ziem Carlosa Casada wykupili mennonici, przede wszystkim Niemcy uciekający przed bolszewikami z Zaporoża. Obecnie jedna z największych spółdzielni paragwajskich nosi nazwę Chortitzer, od niemieckiej nazwy mieszkańca Chortycy na Zaporożu.
W 1930 roku mennonici założyli tu kolonię Fernheim, wokół której z czasem powstało 25 wiosek. Emigranci zostali pokojowo przyjęci przez rdzenną ludność, która podzieliła się z nimi swoją wiedzą na temat lokalnych roślin i nauczyła polowania. Jednak po dorobieniu się i wzbogaceniu, wyrzucili dawnych gospodarzy z miasta i okolic.
Aby lepiej zarządzać kolonią, mennonici zaplanowali i zbudowali od podstaw ośrodek administracyjny – Filadelfię. Miasto wzniesiono według planu, który zakładał trzy strefy: przemysłową, handlową i mieszkaniową oraz układ urbanistyczny na bazie szachownicy – z 1050 działkami o jednakowej powierzchni 0,75 ha i ulicami szerokimi na 30 m. Ośrodek został rozbudowany w 1977 roku, a w 1993 roku została ustanowiona stolicą departamentu Boquerón. Oficjalna strona miasta podaje, że Filadelfia liczy ok. 23 tys. mieszkańców, z czego 15 tys. zamieszkuje tereny miejskie.

## Gospodarka
Miasto stanowi centrum gospodarcze regionu, w którym zatrudnieni są dojeżdżający robotnicy z prowincji, najczęściej indiańskiego pochodzenia. Działa tu spółdzielnia menonicka (zajmująca się głównie hodowlą bydła, produkcją mleka i mięsa) oraz Stowarzyszenie Usług Współpracy Ludności Rdzennej z Menonitami (ASCIM). Menonici zorganizowali dla rdzennej ludności szkołę podstawową, szpital i system podatkowy na lokalną służbę zdrowia, a także technikum pielęgniarskie i nauczycielskie.
Po wybudowaniu w 1961 roku autostrady Ruta Transchaco miasto zyskało bezpośrednie połączenie drogowe ze stolicą kraju Asunción, co przyczyniło się do rozwoju handlu mlekiem i produktami mlecznymi.  

## Kultura
W mieście znajdują się następujące muzea:
- Muzeum Historyczne,
- Muzeum Flory i Fauny Gran Chaco,
- Dwór Menno Simonsa,
- Muzeum Jakoba Ungera,
- Muzeum Międzyetniczne,
- Knelsen-Haus[5].